# Massimo Pedrazzini
Massimo Pedrazzini (* 3. Februar 1958 in Mailand) ist ein ehemaliger italienischer Fußballspieler und derzeitiger -trainer.

## Karriere
Der frühere Mittelfeldspieler, der größtenteils in Serie B und Serie C1 spielte, stieg im Laufe seiner Spielerkarriere vier Mal auf. Mit der US Triestina und dem FC Catanzaro stieg er in die Serie B auf, mit AC Mantova in die Serie C1 und mit US Fiorenzuola in die Serie C2.
Nach seiner Spielerkarriere wurde Pedrazzini Trainer und arbeitet von 1991 bis 1996 in der Jugendabteilung des AC Mailand. Von 2002 bis 2003 sammelte er erste Erfahrungen als Cheftrainer des Serie-C2-Clubs Calcio Monza und schloss sich später Walter Zengas Trainerstab an und arbeitete mit ihm bei Steaua Bukarest, FK Roter Stern Belgrad, Gaziantepspor und dem Al Ain Club zusammen. Am 20. September 2007 wurde Pedrazzini nach Gheorghe Hagis Rücktritt zwischenzeitlich Cheftrainer von Steaua Bukarest. Am 28. Oktober 2007 wurde Pedrazzini durch Marius Lăcătuș ersetzt, akzeptierte es jedoch, als Assistenztrainer zu bleiben. Er wurde auch von Dorinel Munteanu, bei dessen Intermezzo als Steaua-Trainer im November 2008 übernommen, bevor wieder Lăcătuș Cheftrainer wurde. Nach dessen Entlassung im Mai 2009 betreute Pedrazzini die Mannschaft für die letzten drei Spiele der Saison 2008/09. Im Sommer 2009 wurde er Co-Trainer von Walter Zenga bei der US Palermo. Nach dessen Entlassung am 23. November 2009 wurde Pedrazzinis Vertrag ebenfalls aufgelöst.